# Sarrión (kommunhuvudort)
Sarrión är en kommunhuvudort i Spanien.   Den ligger i provinsen Provincia de Teruel och regionen Aragonien, i den östra delen av landet, 250 km öster om huvudstaden Madrid. Sarrión ligger 957 meter över havet och antalet invånare är 1 062.
Terrängen runt Sarrión är platt åt nordost, men åt sydväst är den kuperad. Runt Sarrión är det mycket glesbefolkat, med 3 invånare per kvadratkilometer. Närmaste större samhälle är Mora de Rubielos, 14,1 km norr om Sarrión. 